# Landestheater Niederösterreich

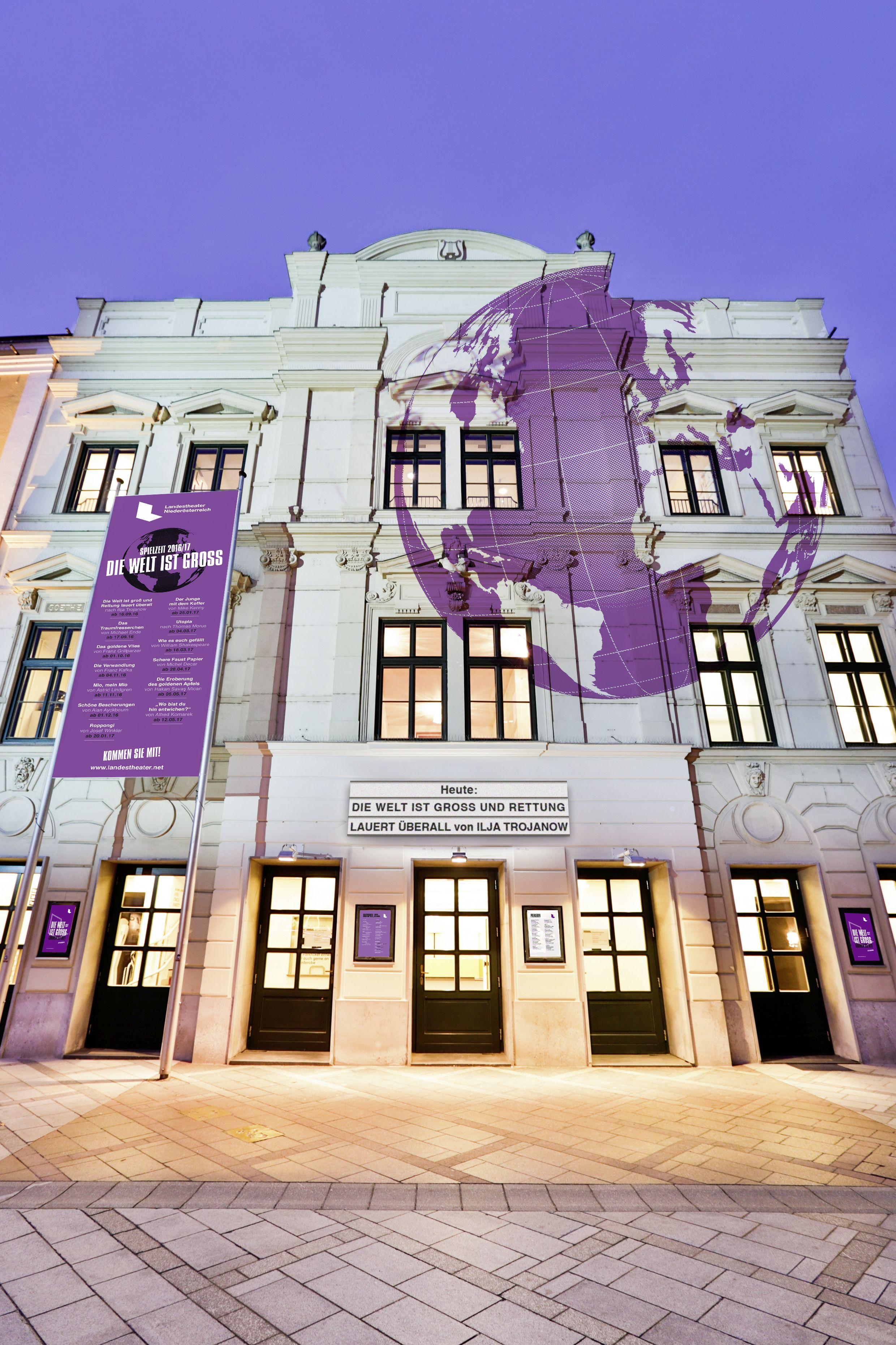
Landestheater Niederösterreich

Das Landestheater Niederösterreich ist ein Schauspielhaus in der niederösterreichischen Landeshauptstadt St. Pölten.

## Geschichte
Im Jahr 1820 wurde ein Militärgefängnis am heutigen Rathausplatz von Baumeister Josef Schwerdtfeger zum ersten festen Theater St. Pöltens umgebaut, wobei die Spielstätte zugleich als Ballsaal genutzt wurde. Pächter war zunächst der Theaterunternehmer Leopold Hoch, der zuvor in Hietzing tätig gewesen war. Er und seine Frau traten auch als Teil des Ensembles auf. Das neue Haus wurde am 26. Dezember 1820 mit einer Tanzveranstaltung eröffnet, einen Tag später folgte die erste Theatervorstellung.
In einem Wanderführer aus dem Biedermeier, dem Werk „Wien’s Umgebungen auf zwanzig Stunden im Umkreise“ von Adolf Schmidl aus dem Jahre 1835, wird das Theater erwähnt:
Das neu erbaute Theater ist für die Stadt groß genug, mag auch mit seinem halben Dutzend Logen und seiner Gallerie eben nicht unfreundlich seyn, wenn es besser beleuchtet würde.
Nach einer Schließung aus finanziellen Gründen in der Saison 1847/1848 wurde das Theater an die Stadt verkauft und somit zum Stadttheater. Nach dem Ringtheaterbrand 1881 wurde das Haus mangelnder Brandsicherheit wegen als Theater geschlossen und fortan nur noch als Ballsaal genutzt. 1893 wurde das Gebäude dann nach Plänen von Heinrich Wohlmeyer völlig umgebaut; vom alten Theater verblieben nur die Außenmauern. Bei der Wiedereröffnung des Stadttheaters verfügte dieses über eine erweiterte Bühne, einen vergrößerten Orchesterraum sowie insgesamt 500 Zuschauerplätze.
In der Saison 1927/28 blieb das Theater geschlossen und wurde hernach mit den Theatern in Baden, Krems und Bruck an der Leitha zum Städtebundtheater fusioniert. Nach dessen Schließung 1931 wurde es 1933 wieder eröffnet, war von 1935 bis 1938 jedoch nur noch Bespieltheater. Im Zweiten Weltkrieg wurde das Gebäude als SS-Quartier und Lagerraum genutzt und schließlich durch Bomben beschädigt, wobei das Dach zerstört wurde. 1948 konnte das Theater wiedereröffnet werden und nahm den Schauspiel- und Musiktheaterbetrieb wieder auf, hatte jedoch in der ersten Zeit noch kein Dach und war somit unfreiwillig Freilichttheater.
Zwischen 1966 und 1969 wurde das Haus nach Plänen von Paul Pfaffenbichler ein weiteres Mal umfassend umgebaut und erweitert, wodurch sich das Fassungsvermögen des Zuschauerraums auf 411 Plätze verkleinerte. Mit dem Theater auf der Probebühne (ab 1975 „Studio der Zeit“) hatte das Theater bis zu dessen Schließung 1986 jedoch eine zweite Spielstätte. 1996 wurde das Theater renoviert und 2002 kam mit der Theaterwerkstatt wieder eine zweite Spielstätte mit 120 Plätzen hinzu.
Ab den 1990er Jahren hieß die Bühne Theater der Landeshauptstadt St. Pölten – Theater für Niederösterreich. Das Theater in seiner heutigen Form besteht seit der Spielzeit 2005/06. Das nunmehr vom Land übernommene Haus führt seither den Namen Landestheater Niederösterreich, das sich als Einspartenhaus nur noch über das Sprechtheater definiert. Das Foyer des Großen Hauses sowie das Theatercafé wurden im Sommer 2012 als moderne Komponenten im historischen Ambiente des Theaterbaus neu gestaltet.

## Leitung
(ab 1975)
- 1975–1991: Herwig Lenau, Intendant (1969–1972 schon Oberspielleiter und Vizedirektor)
- 1991–2002: Peter Wolsdorff, Intendant
- 2002–2005: Reinhard Hauser, Intendant
- 2005–2012: Isabella Suppanz, künstlerische Leitung
- 2012–2016: Bettina Hering, künstlerische Leitung
- Seit 2016/17: Marie Rötzer, künstlerische Leitung[4]
- ab 1. September 2026: Patricia Nickel-Dönicke[5]